# Christian Gerhartsreiter
Christian Karl Gerhartsreiter (född 21 februari 1961) är en tysk bedragare och dömd mördare som för närvarande är fängslad i USA. Gerhartsreiter flyttade i tonåren till USA där han bodde och verkade under en rad olika alias och utgav sig för att vara till exempel konstsamlare, fysiker, skeppskapten och engelsk adelsman.
Från 1993 använde Gerhartsreiter aliaset "Clark Rockefeller". Han utgav sig för att vara en del av den framgångsrika familjen Rockefeller, gifte sig med en framgångsrik affärskvinna och de fick en dotter tillsammans. Gerhartsreiter levde på hennes stora inkomster. Efter hand blev hustrun missnöjd med Gerhartsreiters hemlighetsfulla och kontrollerande beteende och kom att ansöka om skilsmässa. Hon lät också undersöka hans förflutna, med hjälp av en detektivbyrå. Det framkom då att han ljugit om sitt namn och sin bakgrund.
Gerhartsreiter har också använt aliasen "Chris C. Crowe", "Chris Chichester", "Charles Smith", "Chip Smith" med flera. Gerhartsreiters verkliga identitet avslöjades efter hans arrestering. Polisen hade då sökt sedan 1985 efter en misstänkt, Chris Chichester, i samband med ett äkta pars försvinnande. Gerhartsreiter är dömd för mordet på mannen i det paret. Kvinnan är fortfarande försvunnen.